# I Love Your Work
I Love Your Work (bra: O Preço do Sucesso) é um thriller psicológico estadunidense concluído em 2003 e lançado nos cinemas em 2005. O filme foi dirigido por Adam Goldberg e escrito por Goldberg e Adrian Butchart. Uma crítica à cultura da celebridade, o filme segue Gray Evans, que descobre que a fama e a fortuna, às vezes vem com atenção indesejada. O elenco inclui Giovanni Ribisi, Christina Ricci e Vince Vaughn. O filme não foi um sucesso comercial. O filme estreou em 5 de setembro de 2003 no Festival Internacional de Cinema de Toronto.
O DVD foi distribuído pela THINKFilm em 28 de março de 2006.

## Sinopse
O filme segue a estrela de cinema fictícia Gray Evans através da desintegração de seu casamento, seu colapso mental gradual e sua crescente obsessão por um jovem estudante de cinema que lembra Gray de sua própria vida antes de se tornar famoso. Um drama psicológico sombrio, este filme explora as pressões da fama e a diferença entre conseguir o que quer e querer o que consegue.

## Elenco
- Giovanni Ribisi – Gray Evans
- Franka Potente – Mia
- Joshua Jackson – John Everhart
- Marisa Coughlan – Jane Styros
- Christina Ricci – Shana
- Jason Lee – Larry Hortense
- Rick Hoffman – Advogado de Gray
- Vince Vaughn – Stiev
- Shalom Harlow – Charlotte
- Jared Harris – Jehud
- Lake Bell – Felicia
- Elvis Costello – ele mesmo
- Haylie Duff – Fã

## Recepção
O Rotten Tomatoes dá ao filme uma avaliação de 22% de 32 críticos.